# 青木彰宏
青木 彰宏（あおき あきひろ、1970年5月20日 - ）は、日本の実業家。AOKIホールディングス代表取締役会長。アニヴェルセルHOLDINGS取締役副社長。

## 人物・経歴
東京都出身。AOKI創業者青木擴憲の次男として生まれ、國學院大學久我山高等学校を経て、1994年成城大学経済学部卒業、アオキインターナショナル入社。2003年オリヒカの創業にあたった。2005年執行役員に昇格。2008年オリヒカ代表取締役社長。2009年AOKIホールディングス常務取締役。
2010年からAOKIホールディングス代表取締役社長及びアニヴェルセルHOLDINGS取締役副社長を務め、紳士服市場の縮小が進む中、非スーツの割合を5割まで拡大させることを目標に、事業の多角化を進めた。2014年AOKI代表取締役会長。2017年AOKI取締役会長。2022年AOKIホールディングス代表取締役会長。